# Vollenhovia oblonga alluaudi
Vollenhovia oblonga alluaudi es una subespecie de hormiga del género Vollenhovia, tribu Crematogastrini, familia Formicidae. Fue descrita científicamente por Emery en 1894.
Se distribuye por Seychelles, Borneo, Indonesia y Malasia. Se ha encontrado a elevaciones de hasta 520 metros. Habita en bosques mixtos.